# Junkers Ju 388
Junkers Ju 388 Störtebeker byl německý bombardovací, těžký stíhací a průzkumný letoun, který vznikl na základě požadavku modernizace německého letectva v průběhu druhé světové války, jako náhrada za Ju 88 a Ju 188. První prototyp byl dokončen koncem roku 1943, v srpnu roku 1944 byl předán první kus Luftwaffe a byly zahájeny přípravy k sériové výrobě, ovšem její zavedení se protahovalo. Bylo vyrobeno několik kusů a k dalšímu plánovanému zahájení sériové výroby v lednu 1945 nedošlo z důvodů blížícího se konce války. Celkem bylo vyrobeno cca 100 kusů Ju 388 všech verzí.

## Historie
Říšské ministerstvo letectví (RLM) se koncem roku 1942 dozvědělo o americkém bombardéru, B-29 Superfortress, pravděpodobně po zahlédnutí prototypu YB-29 Superfortress "Hobo Queen", na letišti RAF v Bovingdonu; přičemž tuto fotku zveřejnili na titulní straně novin Völkischer Beobachter. Odhadované výkony tohoto stroje způsobovaly Luftwaffe velké obavy. B-29 měl mít maximální rychlost kolem 560 km/h a při bombardovacích misích 360 km/h ve výšce 8 000 - 10 000 m; což byla výška kde nemohlo efektivně zasáhnout žádné letadlo Luftwaffe.
Aby se mohla Luftwaffe účinně bránit, potřebovala nové denní stíhačky a ničitele bombardérů. Konkurz na tento typ stíhačky vyhrál Focke-Wulf Ta 152H. Byl založen na stíhačce Fw 190D, ale měl větší rozpětí křídel a nový "výškový" model motoru Junkers Jumo 213. Další alternativou byl Messerschmitt Me 155B, což byl upravený Bf 109 s delšími křídly, který již v té době prošel několika zkouškami a byl jako prototyp postaven firmou Blohm & Voss.
Na pozici ničitele bombardérů a noční stíhačky se nejvíce svými výkony hodily Ta 154 a Heinkel He 219, který měl nejlepší charakteristiky k zachycení bombardérů, přičemž oba typy měly krátká křídla pro dosažení těchto výkonů, což bylo nevhodné pro lety ve velkých výškách. Junkers Ju 88 byl již upraven na výškovou verzi v modelu "S" a "T", ale ty neměly potřebné výkony. Stejné úpravy probíhaly i s Ju 188, které byly označovány jako modely J, K a L, které obsahovaly přetlakovou kabinu, upravená křídla, odmrazování ploch a přístrojové vybavení na let ve velkých výškách. Tyto byly vybrány na úlohu stanovenou RLM. Tyto byly nazvány Ju 388.

## Vznik a vývoj

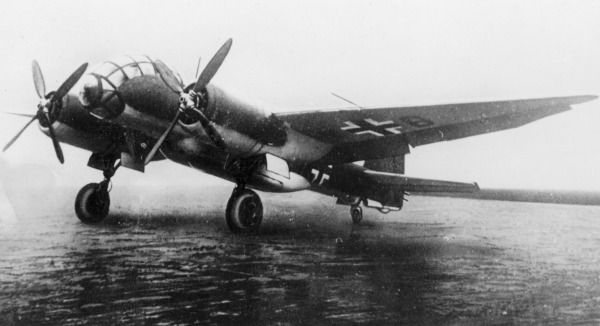
Ju 388K-1

Ve snaze dosáhnout co nejlepší výkon byl Ju 388 zbaven téměř vší defenzivní výzbroje. Zatímco Ju 88 obsahoval několik ručně ovládaných kulometů po celém kokpitu, v Ju 388 byly nahrazeny jednou dálkově ovládanou věžičkou s dvojicí 13mm kulometů MG 131, které se zaměřovaly pomocí periskopu v kokpitu. Věž měla vynikající palebný úhel a mohla střílet přímo dozadu a dolů, v důsledku čehož mohla být odstraněna pozice palubního střelce, který ovládal dole střílející kulomet. Tím se zlepšila celková aerodynamika stroje.
Letadlo mělo být doručeno s použitím stejného typového označení, jako tomu bylo u originálních experimentálních prototypů Ju 188, tedy "J", "K" a "L" . Verze "J" byla stíhačka s dvěma 30 mm kanóny MK 103 a dvěma 20mm kanóny MG 151/20 v pevném nose letadla a měla být použita k ničení bombardérů během dne. Pro použití v roli noční stíhačky byly kanóny MK 103 nahrazeny menšími a lehčími 30mm kanóny MK 108, zatímco byl přidán druhý pár MK 108, zabudovaný do trupu za kokpitem a střílející vzhůru, jako zbraňový systém Schräge Musik. Verze "K" byla čistokrevný bombardér, s nosičem pod trupem, který zvětšoval objem pumovnice. V modelu "L", což byla průzkumná verze, byly na tento nosič připevněny kamery a přídavné nádrže na delší mise.
Byly plánovány 3 podtypy každé verze, které se měly lišit jen instalací jiných motorů. První by měl zabudovaný motor BMW 801J, což byla přeplňovaná verze základní verze BMW 801. Druhý by používal motor Jumo 222A/B s výkonem 1 864 kW nebo Ju 222E/F s vylepšeným dvourychlostním přeplňováním. Třetí prototyp by zahrnoval motor Junkers Jumo 213E, který byl také přeplňovaný, stejně jako u 222E/F.
S motory BMW 801J nebo Jumo 213E měla stíhací verze Ju 388 rychlost 616 km/h a verze noční stíhačky ztrácela díky radaru a systému Schräge Musik na rychlosti 25 km/h. Tento výkon podávaly i jiné, tehdy už zavedené noční stíhačky Luftwaffe, ale Ju 388 si tuto rychlost udržel i ve velké výšce. S motory Jumo 222 měla být schopna stíhací verze rychlosti 700 km/h, přičemž verze noční stíhačky zase ztrácela rychlost o 25 km/h. Verze bombardéru měla přibližně stejnou rychlost, v závislosti na nákladu. Průzkumná verze by byla o 25 km/h rychlejší.
První prototyp, Ju 388 L-0/V7 byl postaven převážně z částí Ju 188 a poprvé vzlétl 22. prosince 1943. Prokázal mnohem lepší ovládání ve výškách, než měl Ju 88S, díky zvětšení plochy ocasních kormidel. Tento stroj následovalo dalších 6 prototypů. Trvalo nějaký čas, než začaly dodávky sériových strojů, což bylo způsobeno zpožděním dodávek motorů. V té době už bylo jasné, že B-29 budou odeslány do Pacifiku a nad Německem se tak brzy neobjeví.
Německé snahy o vzdušný fotografický průzkum kvůli silné spojenecké obraně téměř zmizely, proto se výroba soustředila na model "L". Dodávky začaly v srpnu 1944, ale obdržela jen málo Ju 388. Bylo postaveno kolem 47 kusů modelu "L", většina v první verzi s motory BMW 801J, a pouze 3 kusy třetí verze s motorem Jumo 213E. Dále bylo postaveno 15 strojů verze K-1 a jen tři modely verze J-1.

## Výroba

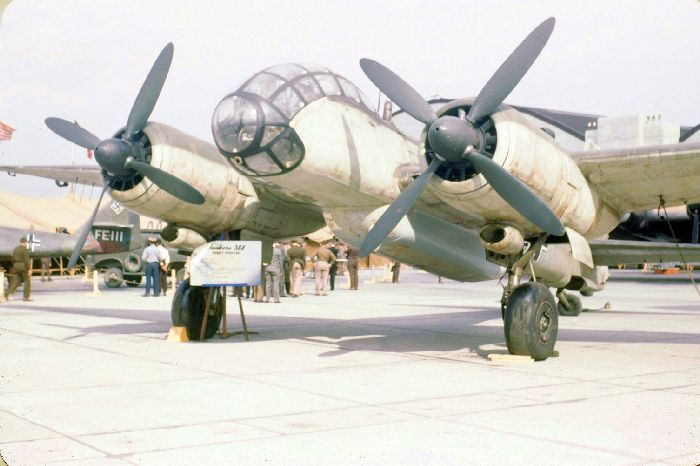
Junkers Ju 388 L-1, Wright Field, 1946

Přesný počet postavených Ju 388 je velmi těžké přesně určit. Jedním z důvodů je, že několik předsériových strojů bylo použito jako prototypy a jiné byly zničeny spojeneckým bombardováním těsně před dokončením. Kromě toho několik oficiálních záznamů končí před ukončením výroby nebo si protiřečí.
Přesto následující údaje mohou být považovány za ověřené:
- 6 prototypů Ju 388, 2 pro každou verzi (J-1, K-1 and L-1)
- 20 ks Ju 388 L-0, včetně prototypů V7, V8, V30 - V34
- 10 ks Ju 388 K-0, první dodávka, včetně Ju 488 V401/V402 (nikdy nevzlétl)
- 1 ks Ju 388 K-1 vyrobený firmou ATG k statickým testům v červenci 1944
- 46 ks Ju 388 L-1 vyrobený firmou ATG v roce 1944
- 8 + ks Ju 388 L-1 vyrobený firmou ATG v roce 1945
- 10 ks Ju 388 L-1 (max.) vyrobený firmou Weserflug (WFG), původně plánovaný jako as K-1

Několik strojů bylo částečně dokončených nebo byly prototypy:
- 10 ks Ju 388 K-0, druhá dodávka, některé prototypy částečně dokončeny
- 30 ks Ju 388 K-0 třetí dodávka, plánovaná, dokončených jen několik kusů

Navíc, neznámé množství Ju 388 L-1 a Ju 388 J bylo v pokročilé fázi výroby, před koncem války.

## Operační nasazení
V závěrečné fázi války v Evropě bylo podniknuto několik průzkumných misí s pomocí Ju 388, přičemž šlo pravděpodobně o modely "L". Většina letů se odehrávala nad Anglií a probíhaly podobně jako průzkumné lety proudových Ar 234 v té době.
Začátkem roku 1945 byl zachycen Ju 388, během letu ve výšce přibližně 13 500 m nad Lamanšským průlivem, stíhačkou Supermarine Spitfire. Spitfire nebyl schopen dosáhnout stejnou výšku jako Ju 388, ale podařilo se mu ho sestřelit z dolní polosféry. Tvrdí se, že je to sestřel dosažený v největší výšce během celé druhé světové války.
Čtyři Ju 388 byly ve verzi noční stíhačky testovány jednotkou NJG 2 během roku 1945, ale neví se jestli zaznamenaly nějaký sestřel.

## Uživatelé
Německo
- Luftwaffe
- Erprobungsstelle Rechlin
- Erprobungsstelle Werneuchen
- Erprobungskommando Ju 388

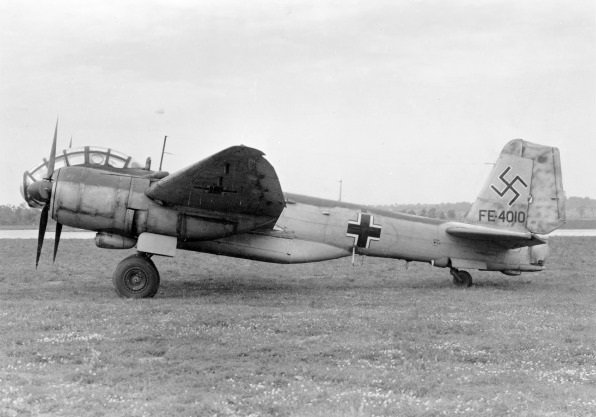
Ju 388K-1

- 3./Versuchsverband O.K.L. používala Ju 388 V32, W.Nr 300 295, T9 + DL.
- Nachtjagdgeschwader 2

 Japonsko
V srpnu 1944 projevilo Japonsko, zastupované delegací vojenského atašé, brigádního generála Otaniho, zájem o licenci na sériovou výrobu Ju 388. Japoncům byla předána kompletní dokumentace a výkresy a zároveň jim bylo uděleno povolení k licenční produkci. Dodání dokumentace do Japonska však s velkou pravděpodobností selhalo z důvodu potopení ponorky, která ji převážela.

## Verze
- Ju 388j

Těžká stíhačka / noční stíhačka.
- Ju 388K

Výškový bombardér.
- Ju 388K-0

10 předcházejících sériové letadel.
- Ju 388K-1

5 sériových letadel.
- Ju 388L

Průzkumné stroje.
- Ju 388M

navrhovaný torpédový bombardér odvozen od Ju 388K.

## Dodnes zachované stroje

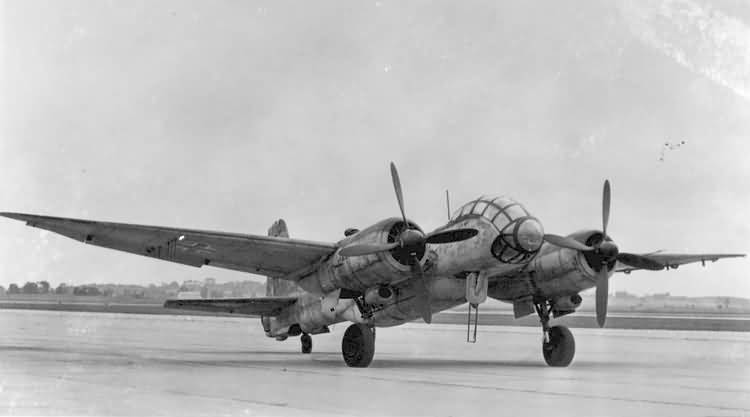
Kořistný Ju 388, Werksnummer 560049, kódové označení USAAF je T2-4010, v současnosti restaurován americkým muzeem Smithsonian Institution v Suitlande, Maryland, USA.

Dodnes se zachoval jen jeden Junkers Ju 388. Je to Ju 388L-1, se sériovým číslem 560049 a je to osmý ze série strojů vyrobených v továrně Nordenham, patřící firmě Weser Flugzeugbau. Části trupu byly vyrobeny firmami ATG v Altenburgu a v Niedersächsische Metallwerke Brinckmann & Mergell v Hamburku-Harburg. Stroj byl dokončen na začátku roku 1945. Byl ukořistěn americkými jednotkami v květnu 1945 v továrně Junkers v Merseburgu a přeletěn do Kasselu - Waldau.
Letadlo bylo testováno skupinou amerických expertů, vedenou plukovníkem Haroldem E. Watsonem. Tyto zkoušky byly částí operace Lusty, což byla příprava na přelet se strojem přímo do USA. Namísto toho bylo letadlo 17. června 1945 přeletěno do Cherbourgu ve Francii, kde ho naložili na letadlovou loď HMS Reaper, spolu s jinými kořistnými německými stroji, kvůli důkladné analýze a testům v USA.
Letadlo bylo v USA odesláno na letiště Freeman Field v Indianě na testování, a v září 1945 předvedlo letové ukázky pro americký tisk. Ju 388 nalétal při testování na letišti Wright Field v Ohiu více než 10 hodin, s označením FE-4010 (později změněným na T2-4010). Po ukončení testů byl stroj vystaven na letecké show Dayton Air Show v roce 1946, spolu s jinými zajatými německými stroji.
Dne 26. září 1946 byl Ju 388, Werks-Nr. 560049, převezen na letiště Orchard Place v Park Ridge, Illinois, nedaleko současného O'Harova mezinárodního letiště. Tento dočasný sklad byl prázdnou továrnou ve vlastnictví vlády USA, která dříve sloužila společnosti Chrysler Corporation na stavbu letadel Douglas C-54. Ju 388 byl pak 3. ledna 1949 darovaný vnitrostátnímu leteckému muzeu Smithsonian Institution 's National Air Museum. Letadlo bylo v listopadu 1954 odesláno do Silver Hill v Marylandu na uskladnění.
V současnosti je letadlo rozmontováno a je v dobrém stavu, protože nebylo nikdy skladováno ve venkovních prostorách. Konkrétně kokpit je ve výborném stavu a se všemi přístroji. Ju 388L-1 Werks-Nr. 560049 je jedním z několika unikátních německých strojů, očekávajících restauraci v Národním leteckém a kosmickém muzeu Paula E. Garbera, při institutu restaurování a skladování v Suitlande ve státě Maryland.

## Specifikace

### Technické údaje
- Osádka: 3
- Rozpětí: 22,00 m
- Délka: 14,95 m
- Výška: 4,35 m
- Hmotnost prázdného letounu: 10345 kg
- Vzletová hmotnost: 14770 kg
- Pohonná jednotka: 2 × hvězdicový motor BMW 801 TJ o výkonu 1 389 kW

### Výkony
- Maximální rychlost: 616 km/h
- Doba výstupu (do 11 000 m): 30 min
- Dostup: 13450 m
- Dolet: 2000 km

### Výzbroj
- 2 × kulomet MG 131 ráže 13 mm